# Maison Kopylov
La maison Kopylov (russe : Дом Копылова) est une maison particulière située à Novossibirsk en Russie dans le district Jeleznodorojny de la ville. Elle se trouve rue de Krasnoïarsk et a été construite en 1901. Elle fait partie du patrimoine architectural protégé.

## Histoire
La maison Kopylov a été construite en briques au rez-de-chaussée et en bois à l'étage en 1901 pour le marchand Rodion Martemianovitch Kopylov qui présidait le département de Novonikolaïevsk (nom de la ville à l'époque) de l'Union du peuple russe.

## Intérieur
Les poêles en faïence d'origine ont été conservés à l'intérieur de la maison.

## Illustrations

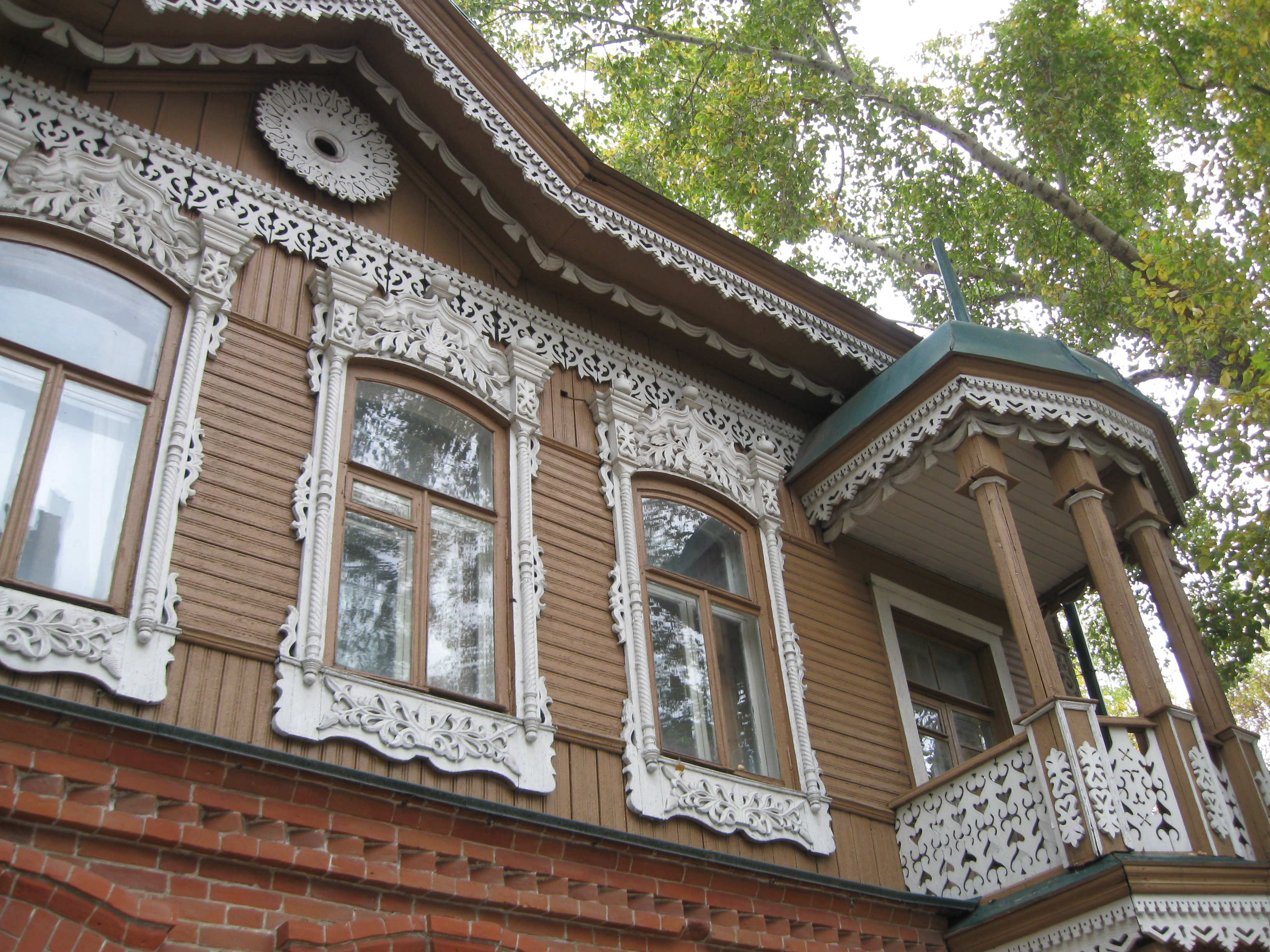
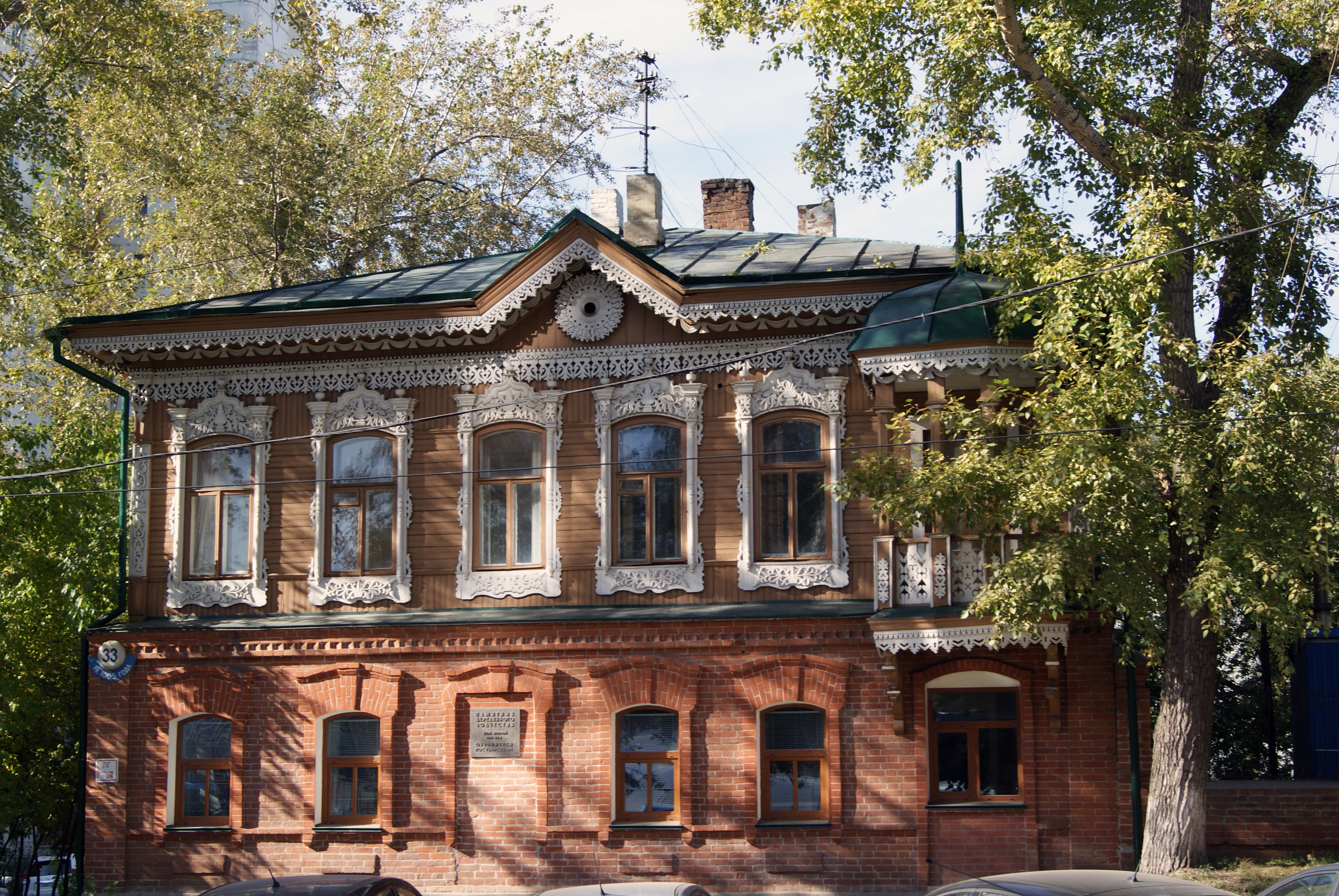